# Il terrore dei barbari
Il terrore dei barbari è un film del 1959 diretto da Carlo Campogalliani.

## Trama

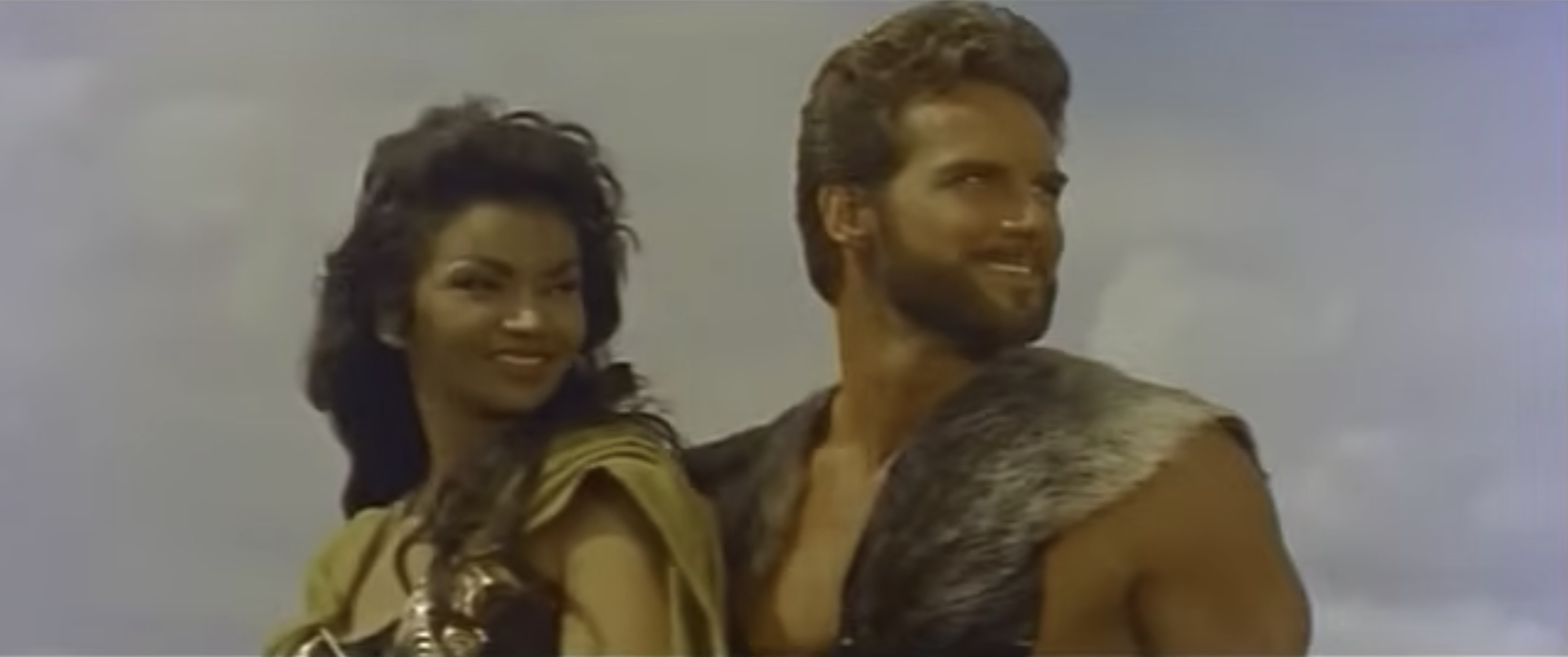
Chelo Alonso e Steve Reeves in una sequenza del film

Nel 568 d.C. le forze barbariche di Alboino, re dei Longobardi, attaccano e distruggono i villaggi dell'Italia settentrionale, seminando terrore e violenza. La popolazione di un villaggio veneto viene decimata ma, tra i superstiti, c'è il condottiero romano Emiliano. Questi, per vendicare suo padre trucidato dai barbari, si dà alla macchia con un gruppo di seguaci deciso a fermare gli invasori. Approfittando della sua straordinaria forza fisica, cerca di incutere terrore fra i soldati del duca Delfo, governatore del territorio. La voce delle gesta di Emiliano si sparge rapidamente e Alboino dà ordini severi per la cattura del ribelle. Emiliano si innamora di Landa, la figlia di Delfo, e nel suo cuore si combattono due sentimenti opposti. Un giorno, per ottenere la liberazione di alcuni ostaggi, si costituisce al nemico, ma Landa intercede presso suo padre affinché lasci libero Emiliano. I barbari insorgono contro quel gesto che considerano un tradimento e Delfo paga con la vita la sua indulgenza. I superstiti si riuniscono intorno a Emiliano e Landa e decidono di varcare il confine alla ricerca di una terra migliore dove poter ricostruire le proprie esistenze.